# John Meurig Thomas
Sir John Meurig Thomas o JMT (Tumble, 15 de diciembre de 1932-13 de noviembre de 2020) fue un científico, educador, administrador universitario e historiador británico. Conocido principalmente por su trabajo sobre catálisis heterogénea, química de estado sólido y ciencia de superficies y materiales.
Fue uno de los fundadores de la química del estado sólido, comenzando con su trabajo en la Universidad de Gales, Bangor, en 1958 cuando investigó las diversas formas en las que las dislocaciones influyen en las propiedades químicas, electrónicas y excitónicas de una variedad de sólidos. Fue uno de los primeros en explotar la microscopía electrónica como herramienta química, especialmente para deducir las reactividades del sitio activo a partir de la topografía de la superficie de muchos minerales e hidratos de cristales. En la Universidad de Aberystwyth (1969-1978) dilucidó la química de la superficie del diamante, los minerales arcillosos, los metales y los intercalados mediante la espectroscopia de fotoelectrones de rayos X y UV. También inició el campo de la ingeniería de cristales de moléculas orgánicas. Como director de química física en la Universidad de Cambridge (1978-1986), utilizó RMN de giro de ángulo mágico y microscopía electrónica de alta resolución para caracterizar y determinar las estructuras de zeolitas y otros catalizadores nanoporosos. Como profesor fulleriano y director de la Royal Institution y del Laboratorio de Investigación Davy-Faraday, utilizó la radiación de sincrotrón para caracterizar, in situ, nuevos catalizadores diseñados para la química verde y la tecnología limpia.
Recibió numerosos premios nacionales e internacionales; y, por su contribución a la geoquímica, el mineral meurigita fue nombrado en su honor. Fue maestro de Peterhouse, Universidad de Cambridge (1993-2002), y fue nombrado caballero en 1991 "por sus servicios a la química y la divulgación de la ciencia".
Thomas fue autor de más de 1200 artículos científicos y varios libros, incluyendo "Michael Faraday y la Royal Institution: The Genius of Man and Place" (1991), "Principles and Practice of Heterogeneous Catalysis" (con W. John Thomas, 1997, 2014), y "Diseño y aplicaciones de catalizadores heterogéneos de un solo sitio: contribuciones a la química verde, la tecnología limpia y la sostenibilidad"(2012).

## Biografía

### Primeros años
Thomas nació y se crio en el valle de Gwendraeth, Carmarthenshire, Gales, cerca de la ciudad minera de Llanelli, donde su padre y su hermano eran mineros.
Thomas obtuvo una licenciatura en la University College of Wales, Swansea (más tarde Universidad de Swansea) en 1954. Obtuvo un doctorado de Queen Mary College (más tarde Queen Mary University of London) en 1958, trabajando con Keble W. Sykes.

### Carrera temprana
Después de un año de trabajo para la Autoridad de Energía Atómica del Reino Unido como oficial científico (1957-1958), Thomas se incorporó al Departamento de Química de la University College of North Wales (más tarde Universidad de Bangor) en septiembre de 1958. Allí ascendió en los rangos de Profesor Asistente (1958), Profesor (1959), Profesor Titular (1964) y luego Lector en 1965. Thomas demostró la profunda influencia de las dislocaciones y otras imperfecciones estructurales sobre las propiedades químicas, electrónicas y superficiales de los sólidos.
En 1969, Thomas se convirtió en profesor y director de química en el University College of Wales, Aberystwyth, donde amplió sus intereses en química de estado sólido, de superficies y de materiales y fue pionero en nuevas técnicas para la aplicación de la microscopía electrónica en química. En 1977 fue elegido miembro de la Royal Society.
En 1978, Thomas sucedió a Jack Linnett como Jefe del Departamento de Química Física en la Universidad de Cambridge (entonces un departamento separado del Departamento de Química, que cubría Química Orgánica, Inorgánica y Teórica). También se convirtió en miembro de la cátedra en King's College de Cambridge, ocupando ambos cargos hasta 1986.
Thomas continuó desarrollando nuevas técnicas en ciencia del estado sólido y de los materiales, y diseñando y sintetizando nuevos catalizadores. Por ejemplo, amplió sus primeros estudios de microscopía electrónica y de superficie de minerales e intercalados para abarcar la síntesis y determinación estructural de materiales zeolíticos mediante una combinación de RMN de estado sólido, dispersión de neutrones e imágenes en el espacio real.

### Director del Royal Institution
En 1986, Thomas sucedió a Sir George Porter como director de la Royal Institution de Londres. También se convirtió en titular de la cátedra Michael Faraday y Director del Laboratorio de Investigación Davy Faraday (DFRL). La Royal Institution fue fundada en 1799. Sus primeros directores fueron Humphry Davy (1801-1825) y Michael Faraday (1825-1867). El Laboratorio de Investigación Davy Faraday se inauguró el 22 de diciembre de 1896, con financiación de Ludwig Mond. Era "único en su género, siendo el único laboratorio público en el mundo dedicado exclusivamente a la investigación en ciencia pura".
En ese momento, Thomas comenzó a utilizar la radiación de sincrotrón e ideó técnicas que combinan la espectroscopia de rayos X y la difracción de rayos X de alta resolución para determinar la estructura atómica de los sitios activos de los catalizadores sólidos en condiciones de funcionamiento. También ideó nuevos catalizadores mesoporosos, microporosos y de tamiz molecular.
En 1987, la BBC televisó el Thomas' oRoyal Institution Christmas Lectures en los cristales, continuando la tradición de conferencias para los niños iniciadas por Faraday en 1825. En 1991, Thomas publicó el libro Michael Faraday and the Royal Institution: The Genius of Man and Place, que desde entonces ha sido traducido al japonés (1994) y al italiano (2007).
En 1991, Thomas dimitió como Director de la Royal Institution y el Laboratorio de Investigación Davy Faraday, para ser sucedido por Peter Day.

### Regreso a Cambridge
Después de un período como vicecanciller de la Universidad de Gales (1991-1994), Thomas regresó a Cambridge en 1993 como maestro de Peterhouse, el colegio más antiguo de la universidad. Fue el primer científico en ocupar el cargo.
En 1997, Thomas fue coautor del texto Principios y práctica de la catálisis heterogénea con W. John Thomas (sin relación). En 1999, John Meurig Thomas fue elegido miembro honorario de la Royal Academy of Engineering por un trabajo que "ha contribuido profundamente a la base científica de la catálisis heterogénea que conduce a la explotación comercial de zeolitas a través de procesos de ingeniería".
Thomas fue el autor de una treintena de patentes, algunas de las cuales han hecho que los procesos químicos sean más benignos para el medio ambiente ("más ecológicos") al eliminar el uso de solventes y reducir el número de pasos de fabricación involucrados. La síntesis catalítica de acetato de etilo de un solo paso y libre de solventes que él inventó es la base de una planta de 200,000 ton/año en el Reino Unido, la más grande de su tipo en el mundo. Ideó procesos de un solo paso, sin solventes, para la producción de caprolactama (la materia prima del nailon-6 ) y vitamina B3 (niacina).
En 2002, Thomas renunció a su cargo de Maestro de Peterhouse. Se convirtió en profesor honorario de ciencia de materiales en la Universidad de Cambridge y profesor emérito de química en el laboratorio de investigación Davy Faraday de la Royal Institution. Continuó participando activamente en la investigación en el laboratorio de Davy Faraday hasta 2006.

### Vida personal
En 1959, Thomas se casó con Margaret Edwards con quien tuvo dos hijas, Lisa y Naomi. Margaret Thomas falleció en 2002.
En abril de 2010, Thomas se casó con Jehane Ragai una profesora de la Universidad Americana en El Cairo; los hechos tuvieron lugar en Cambridge y Londres.
Thomas falleció el 13 de noviembre de 2020, a los ochenta y siete años.

## Premios y honores
Thomas ocupó una cátedra distinguida honoraria de química de materiales en la Universidad de Cardiff. Fue profesor asesor en la Universidad de Shanghái Jiao Tong y en el Centro de Catálisis de la Universidad de Hokkaidō. Fue juez honorario de Gray's Inn.
Thomas recibió veintitrés títulos honoríficos de universidades australianas, británicas, canadienses, chinas, neerlandesas, egipcias, francesas, italianas, japonesas, españolas y estadounidenses, incluido un título honorario de doctor en ciencias de la Universidad de Saint Andrews en 2012. Fue elegido miembro honorario de más de quince academias extranjeras, incluida la Real Academia de las Ciencias de Suecia (2013), la American Philosophical Society (1992), la Academia Estadounidense de las Artes y las Ciencias (1990), la Accademia dei Lincei (Roma, 2012), y la Academia de Ciencias de Rusia (1994). En 1993 fue elegido miembro honorario de la Royal Society of Edinburgh.
Otros premios incluyen la Medalla de Oro Kapitza de la Academia Rusa de Ciencias Naturales (2011), el Premio Jayne Lectureship de la American Philosophical Society (2011), el Bragg Prize Lectureship de la British Crystallographic Association (2010), el Sven Berggren Lectureship Prize, Lund (2010), el Ertl Prize Lectureship of the Max Planck Gesellschaft (2010), la Medalla Sir George Stokes de la Royal Society of Chemistry (2005), la Medalla de Oro Giulio Natta de la Società Chimica Italiana (2004), la medalla de oro Linus Pauling de la Universidad de Stanford (2003), y el premio anual de la American Chemical Society (primer galardonado) por la investigación creativa en catálisis heterogénea y homogénea (1999).  Ganó la medalla Davy de la Royal Society y el premio Faraday Lectureship Prize (1989) de la Royal Society of Chemistry. En 1995 se convirtió en el primer científico británico en 80 años en recibir el premio Willard Gibbs de la Sección de Chicago de la American Chemical Society. En 1967 recibió el premio Corday-Morgan.

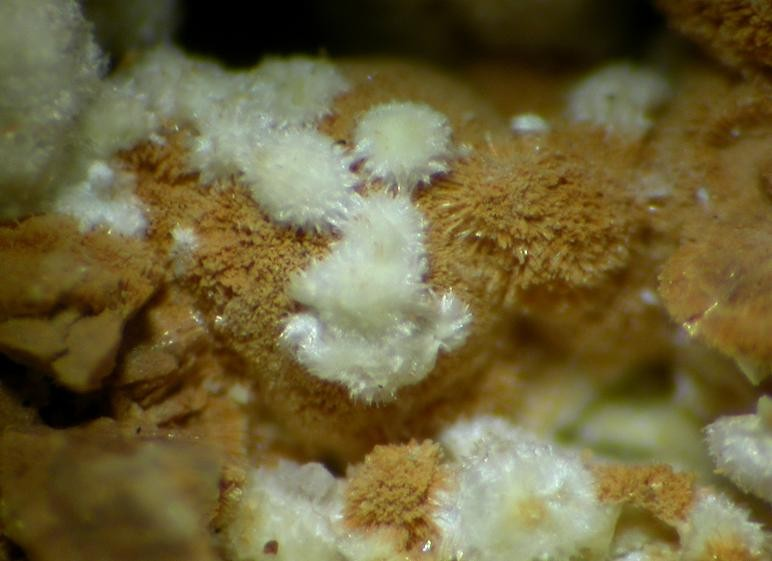
Meurigita de color blanco amarillento sobre esferas de ruifrancoita marrón.

En reconocimiento a sus contribuciones a la geoquímica, fue un nuevo mineral, la meurigita, recibió su nombre en 1995 por la Asociación Mineralógica Internacional. Un fosfato de hierro y potasio hidratado, la meurigita, se describe como "cristales tabulares alargados que forman grupos esféricos y hemisféricos y recubrimientos drusos". El color varía del blanco cremoso al amarillo pálido y al marrón amarillento". Se encuentra solo en unas pocas ubicaciones en todo el mundo, de las cuales la localidad tipo designada es la mina Santa Rita en Nuevo México.
El 75 cumpleaños de Thomas se celebró en la Universidad de Cambridge con un simposio y varios eventos musicales y sociales. Asistieron Angela Merkel y Ahmed H. Zewail. Los artículos presentados fueron publicados en 2008 por la Royal Society of Chemistry como puntos de inflexión en ciencia del estado sólido, materiales y superficies: un libro en celebración de la vida y obra de Sir John Meurig Thomas.
En 2010, Imperial College Press publicó 4D Electron Microscopy: Imaging in Space and Time, que fue coautor con Ahmed Zewail (Premio Nobel de Química, 1999). Su publicación más reciente es Diseño y aplicaciones de catalizadores heterogéneos de un solo sitio: contribuciones a la química verde, tecnología limpia y sostenibilidad (2012).
En 2003, fue el primer científico en recibir la Medalla de la Honorable Society of Cymmrodorion (Londres) por sus servicios a la cultura galesa y la vida pública británica. También fue miembro fundador de la Learned Society of Wales y miembro de su Consejo inaugural. Desde 2011 fue miembro del Comité Asesor Científico de Gales. Fue supervisor del Instituto de Historia de la Ciencia (Filadelfia) y miembro del Consejo Asesor Internacional de la Ciudad de Ciencia y Tecnología de Zewail (Egipto).
Thomas fue nombrado miembro honorario de la Royal Academy of Engineering en 2013. En 2016, recibió una beca honoraria de la Universidad Normal de Beijing-Universidad Bautista de Hong Kong United International College (UIC), en vista de sus distinguidos logros en catálisis y ciencia de materiales, y su dedicación y destacadas contribuciones a la popularización de la ciencia.
En octubre de 2016, la Royal Society otorgó a Thomas la Medalla Real de Ciencias Físicas "por su trabajo pionero dentro de la química catalítica, en particular en catalizadores heterogéneos de un solo sitio, que han tenido un gran impacto en la química verde, la tecnología limpia y la sostenibilidad". El duque de York representó a Su Majestad la Reina en la ceremonia.
También en 2016, el Reino Unido Catalysis Hub lanzó una nueva medalla que "honra los logros de Sir John Meurig Thomas, un profesor distinguido en el campo de la catálisis". La Medalla JMT se otorgará todos los años a una persona que trabaje en el Reino Unido por logros sobresalientes en catálisis o en un campo estrechamente relacionado.

## Publicaciones científicas seleccionadas

### Parte 1: Sobre el diseño y aplicación de catalizadores sólidos.
- Silicatos laminares: Catalizadores de amplio espectro para síntesis orgánica.[56] (Véase también la Patente de EE.UU. 4.999.319 (1985), que es la base de la producción de acetato de etilo en una sola etapa, libre de solventes más grande del mundo).
- Catalizadores heterogéneos uniformes: el papel de la química del estado sólido en su desarrollo y diseño.[57]
- Nuevos catalizadores microcristalinos Bakerian Lecture 1990.[58]
- Catalizadores ácidos sólidos.[59]
- Catalizadores heterogéneos obtenidos por injerto de complejos de metaloceno sobre sílice mesoporosa.[60]
- Diseño, síntesis y caracterización in situ de nuevos catalizadores sólidos[61] (Conferencia Linus Pauling, Instituto de Tecnología de California, marzo de 1999 y Conferencia Karl Ziegler, Instituto Max Planck, Mülheim, noviembre de 1998).
- Catalizadores de tamiz molecular para la oxifuncionalización regioselectiva y selectiva de forma de alcanos en el aire.[62]
- Rutas sin disolventes hacia tecnologías limpias[63]
- La restricción de los catalizadores organometálicos asimétricos dentro de los soportes mesoporosos aumenta su enantioselectividad.[64]
- Conversión de ciclohexano en ácido adípico en un solo paso de alta eficiencia utilizando catalizadores heterogéneos de sitio único.[65]
- Diseño de una producción catalítica "verde" en un solo paso de ε-caprolactama (precursor del nailon-6).[66][67][68]
- Las ventajas y el potencial futuro de los catalizadores heterogéneos de un solo sitio.[69]
- Sólidos fotocatalíticos de un solo sitio para la descomposición de moléculas indeseables (artículo de enfoque).[70]
- Innovaciones en la catálisis de oxidación que conducen a una sociedad sostenible.[71]
- Enumeración sistemática de sólidos microporosos: hacia catalizadores de diseño.[72]
- Producción sencilla en un solo paso de niacina (vitamina B3) y otros productos químicos farmacéuticos que contienen nitrógeno con un catalizador heterogéneo de un solo sitio.[73]
- Sólidos oxídicos nanoporosos: la confluencia de catálisis heterogénea y homogénea[74] (Basado en una conferencia en el Simposio de Fronteras Moleculares celebrado en la Academia Sueca de Ciencias en mayo de 2008).
- Catálisis heterogénea: enigmas, ilusiones, desafíos, realidades y estrategias emergentes de diseño[75]
- ¿Puede un solo átomo servir como sitio activo en algunos catalizadores heterogéneos?.[76]
- Los principios de la química del estado sólido son la clave para el diseño exitoso de catalizadores heterogéneos para procesos ambientalmente responsables.[77]

### Parte 2: Sobre nuevas técnicas
- Rastreo de la conversión de aurichalcita en un catalizador de cobre mediante absorción y difracción de rayos X combinadas.[78]
- Conferencia de revisión: Topografía y topología en química de estado sólido.[79]
- Resolución de sitios tetraédricos cristalográficamente distintos en silicalita y ZSM-5 mediante RMN de estado sólido.[80]
- Desarrollos revolucionarios desde imágenes atómicas hasta imágenes estructurales extendidas.[81]
- Nanotomografía en las ciencias química, biológica y de los materiales[82][83][84]
- Sitios únicos monobi- y multifuncionales: exploración de la interfaz entre catálisis heterogénea y homogénea.[85]
- El microscopio electrónico moderno: una cornucopia de conocimientos químico-físicos.[86]